# Pseudozethus verreauxii
Pseudozethus verreauxii är en stekelart som först beskrevs av Henri Saussure.  Pseudozethus verreauxii ingår i släktet Pseudozethus och familjen Eumenidae. Inga underarter finns listade i Catalogue of Life.